# Georgeta Damian
Georgeta Damian-Andrunache (născută Damian; n. 14 aprilie 1976, Dracșani, România) este o fostă canotoare română, multiplu laureată cu aur la Sydney 2000, Atena 2004 și Beijing 2008. 

## Carieră
Georgeta Damian-Andrunache a vâslit în echipajul României de 8+1 care a câștigat probele aferente la Campionatele Mondiale în 1997, 1998 și 1999, și de asemenea la Olimpiada din 2000, unde a câștigat aurul și la proba de dublu rame. Împreună cu Viorica Susanu a câștigat proba de dublu rame fără cârmaci la Campionatele Mondiale din 2001 și 2002 și, de asemenea, la Jocurile Olimpice din 2004 și din 2008. În 2004 a câștigat și la proba de 8+1. Georgeta Damian-Andrunache deține, pe lângă medaliile olimpice, alte 11, dintre care 7 de aur, la Campionatele Mondiale.
Federația Română de Canotaj a desemnat-o pe Georgeta Damian Andrunache cea mai bună canotoare din anul 2003.
A început să practice canotajul în cadrul Clubului Sportiv Botoșani, îndrumată de antrenoarea Elena Iacob, apoi datorită aptitudinilor sportive a fost legitimată la CS Dinamo București.
Este căsătorită cu fostul canotor Valeriu Andrunache și are doi copii.

## Palmares
Este multiplă campioană olimpică și mondială, la proba de 8+1 și la proba de 2 rame alături de Viorica Susanu.
Olimpiade
- 2000: JO Sydney, aur la 2 rame și 8+1
- 2004: JO Atena, aur la 2 rame și 8+1
- 2008: JO Beijing, aur la 2 rame
- 2008: JO Beijing, bronz la 8+1

Campionate mondiale
- 1997: Franța, lac d'Aiguebellette, aur la 8+1
- 1997: Franța, lac d'Aiguebellette, argint la 2 rame
- 1998: Germania, Köln, aur la 8+1
- 1999: Canada, St. Catharines, aur la 8+1
- 2001: Elveția, Lucerna, aur la 2 rame
- 2001: Elveția, Lucerna, argint la 8+1
- 2002: Spania, Sevilla, aur la 2 rame
- 2003: Italia, Milano, argint la 8+1
- 2003: Italia, Milano, bronz la 2 rame
- 2007: Germania, München, argint la 8+1
- 2007: Germania, München, bronz la 2 rame

2008
- Locul 1 la 8+1 la etapa de Cupă Mondială de la Poznan
- Locul 3 la 2 rame la etapa de Cupă Mondială de la Poznan
- Locul 3 la 8+1 la München.

## Distincții
- Ordinul Național „Serviciul Credincios” în grad de comandor (2000)[11]
- Ordinul Național „Steaua României” în grad de Cavaler (27 august 2008) [12]